# Alex Cole-Hamilton
Alexander Geoffrey Cole-Hamilton (né le 22 juillet 1977) est un homme politique écossais qui est chef des Libéraux-démocrates écossais depuis 2021 et membre du Parlement écossais (MSP) pour la circonscription d'Édimbourg ouest depuis 2016.

## Jeunesse
Cole-Hamilton est né dans le Hertfordshire, en Angleterre, fils de David John Cole-Hamilton, chimiste et d'Elizabeth Ann Brown, orthophoniste et universitaire dans le domaine de l'archéologie marine . Sa famille déménage du Lancashire en Écosse quand il a 8 ans. Après avoir fréquenté le Madras College, une école publique de St Andrews  il est diplômé de l'Université d'Aberdeen avec un diplôme en politique et en relations internationales. Là, il est président du Conseil représentatif des étudiants de 1999 à 2000, où il est activement impliqué dans les négociations avec les ministres de la coalition pour abolir les frais de scolarité en Écosse.
En quittant Aberdeen en 2000, il est nommé au poste d'organisateur de circonscription dans la circonscription tenue par les libéraux-démocrates d'Édimbourg-Ouest. Il travaille ensuite pour les libéraux-démocrates au Parlement écossais jusqu'à la fin de 2003, date à laquelle il est nommé responsable des politiques et des communications dans le secteur bénévole des enfants, où il travaille pour diverses organisations jusqu'à son élection en 2016. Pendant ce temps, il est directeur de "Together (Alliance écossaise pour les droits de l'enfant)" .
Cole-Hamilton remporte plusieurs prix écossais et britanniques avec d'autres collègues de la « Coalition for Continuing Care » informelle pour leur campagne réussie visant à faire passer l'âge de sortie des soins en Écosse de 18 à 21 ans.

## Carrière politique
Cole-Hamilton se présente sans succès dans plusieurs circonscriptions en tant que candidat Lib Dem : aux élections parlementaires écossaises de 2003 pour la circonscription de Kirkcaldy , aux élections générales de 2005 pour Kirkcaldy et Cowdenbeath, en 2007 pour Stirling  et en 2011 pour Edinburgh Central . À la suite des élections générales au Royaume-Uni de 2015, le vice-premier ministre et chef libéral-démocrate Nick Clegg cite Cole-Hamilton lors de son discours de démission.
En 2016, Cole-Hamilton est élu au Parlement écossais pour la circonscription d'Édimbourg ouest . Après les élections, il est nommé porte-parole des libéraux démocrates écossais pour la santé. Il reçoit le prix « One to watch » aux Herald – Scottish Politician of the Year Awards en 2016 .
En 2018, Cole-Hamilton réussit à persuader le gouvernement écossais d'annuler une réduction de financement prévue pour HIV Scotland qui aurait coulé cette organisation . En 2020, lors des délibérations parlementaires de la première loi sur les coronavirus, Cole-Hamilton introduit des amendements qui forcent le gouvernement à faire volte-face sur ses propositions d'abolir les procès devant jury en Écosse pendant la durée de l'urgence .
De 2019 à mars 2021, il est membre de la commission d'enquête dans le cadre du traitement des plaintes de harcèlement du gouvernement écossais contre l'ancien premier ministre, Alex Salmond .
Lors des élections législatives écossaises de 2021, Cole-Hamilton obtient 25 578 voix, le plus grand nombre de voix jamais exprimées pour un seul candidat aux élections législatives écossaises. Il bat la finaliste, la candidate du SNP Sarah Masson, par 9 885 voix . Le 27 juillet 2021, Cole-Hamilton annonce son intention de se présenter aux élections à la direction des libéraux-démocrates écossais pour remplacer Willie Rennie . Il remporte les élections sans opposition le 20 août 2021 et prend ses fonctions le même jour .

## Vie privée
Cole-Hamilton est marié à Gillian, enseignante et candidate libérale-démocrate. Ils ont trois enfants .
Richard Mervyn Cole-Hamilton et John Cole, 1er baron Mountflorence de Florence Court (1709-1767) figurent parmi ses ancêtres, ainsi qu'Anni Cole-Hamilton, fondatrice de l'école privée Moray Firth et le vice-maréchal de l'Air John Cole-Hamilton (1894-1945). Son ancêtre Arthur Cole-Hamilton est député de Fermanagh et Enniskillen au Parlement d'Irlande et d'Enniskillen après l'union de 1801 .
Son parent John Cole-Hamilton est prévôt de Kilwinning de 1940 à 1947, lord lieutenant adjoint pour le comté d'Ayr en 1951 et président du Parti conservateur du Central Ayrshire lors de la formation de cette circonscription.